# 你好，邻居
《你好，邻居》是一款由Dynamic Pixels开发后由tinyBuild发行的恐怖生存隐蔽类游戏。玩家在游戏中必须成功进入邻居家的地下室里并揭开邻居的秘密。游戏使用了人工智能设计了邻居，他会根据玩家之前进行的动作做出对应防御，像是在玩家之前行走的路线上放置陷阱。
游戏于2015年以初阶版形式在Dynamic Pixels的网站发布，之后在Steam上作为早期测试游戏进行销售申请。开发者之后开启了Kickstarter活动以获得资金，tinyBuild因此前来签下成为游戏的发行商。游戏在2017年12月8日于Microsoft Windows、macOS和Xbox One平台上推出，并于2018年7月27日发行在任天堂Switch、PlayStation 4、iOS和Android平台。游戏获得了有些倾向负面的评语，一些针对其游玩过程、控制策划和技术性问题进行批评，而一些则称赞了其故事和画作风格。

## 游戏玩法
在《你好，邻居》中，玩家的任务就是找出邻居在地下室隐藏的秘密。玩家必须侵入邻居家并收集道具，找到进入地下室的方法。而在探索邻居家时，玩家不能被邻居发现，否则他会开始追逐玩家。此时如果玩家没有成功逃脱的话，邻居将会抓住玩家并将玩家送回自己的家。此时玩家必须重新进入邻居家，但由于邻居的人工智能，若使用同样的方法进入可能会遇到像是陷阱等的障碍物。
玩家可以在同一时间内持有最多4样道具；而同样的道具并不能合并在一起。

## 剧情

### 篇章1
玩家一开始将会是名在马路上踢球的男孩。男孩在捡起球时从邻居家听到了疑似小孩的惨叫声，于是走前并从窗口偷看。邻居似乎正在挡住门不让里面正在惨叫的小孩出来，此时他发现并抓住了主角。邻居之后把地下室的红色钥匙藏在阁楼。和测试版一样，主角必须偷走钥匙并打开地下室的通道。主角进入了地下室，发现了一个通往神秘房间的秘密入口，从里面观察可以推测他曾经将其他人监禁在这里。主角再次找到隐藏出口，尝试找到出来的方法。主角解开拼图并找出主角所在的迷宫的出口后，邻居却在最后一刻发现并追逐主角。主角往出口跑去，却发现门已锁住，最终被邻居抓住。

### 篇章2
主角在一间被锁住的房间中醒来，而很快地门口发出当啷声后主角就能够走出去了。主角在解出了大量拼图后最终成功获得了钥匙并解锁地下室的门，逃离出去。

### 篇章3
时间转移到主角成年后，他收到了封信并开始收拾行李离开家中，回到了之前的地点。过程中可以看见邻居的老家已经完全损坏。主角来到老家，却因不明原因看到了一些幻觉，于是决定休息一番。主角醒来后，周遭变得完全不一样：周遭原本老旧的家具就像新的一样、邻居损坏的家变得异常高大。主角再一次探索这个异常的邻居家。

### 篇章終
在最终进入了地下室秘密房间后开始经历多种不正常的事件。主角最终从出口离开后再度在一开始残破的屋子中醒来，证明这一切都是一场梦。主角开始将车上的东西拿下来并放入家中，制作人员名单此时开始出现。

## 开发过程
游戏的首个初阶版是在2016年9月发布。而第二个初阶版则是在同年11月发布，之后的第三和第四个初阶版也陆续分别在2016年12月和2017年5月发布。
游戏于2017年8月成功进入测试版阶段。而在2017年的万圣节，开发者和《班迪与油印机》的制作人们合作制作了宣传模组，模组中包括了黑和黄色的背景、墨汁、后者游戏的音乐以及班迪的出现。游戏初期计划在2017年8月29日发布正式版，但之后延迟到了12月8日。
2018年3月，开发者宣布将会在当年发布PlayStation 4版，而在2018年5月，开发者宣布游戏将会在7月27日发布到任天堂Switch、PlayStation 4、iOS和Android平台。在2018年E3，开发者宣布了一款名为《秘密邻居》的多人游戏续作。2018年7月28日，tinyBuild宣布将于8月30日在PAX遊戲展澳洲揭露续作《你好，邻居：捉迷藏》（Hello Neighbor: Hide & Seek），但同时在该影片的评论区以及宣布《你好，邻居》移动版已推出的邮件里留下了二进制代码，解码后会揭露一个下载《你好，邻居：捉迷藏》用的网址。

## 回响
这个游戏在网络上获得了较负面的评语
GameSpot给了此游戏一个“差评”，他表示游戏中的拼图没有任何可辨别的逻辑，且游戏也缺乏紧张感和刺激感。同时他也批评了游戏中不一贯的人工智能和混淆的游戏控制。不过，他仍然指出了游戏的一些优点，像是游戏独特的设计风格给了一种诡异气氛，且互动性的障碍物是一般的隐蔽类游戏没有的。
IGN也给了这个游戏一个不太好的评价，总结游戏中的“不逻辑拼图甚至比《你好，邻居》中的恐怖屋子秘密还要恐怖”。而PC Gamer也表示游戏“令人灰心、充满错误且过于依靠‘失败再尝试’，导致成功的机会错失”。
Steam上的评语是“極度好評”。
此作品在Android版本，Google Play商店中的評價為3.6星。而iOS版本，在App Store中則得到4顆星的評價